# Адміністративний устрій Долинського району (Кіровоградська область)
Адміністративний устрій Долинського району — адміністративно-територіальний поділ Долинського району Кіровоградської області на 1 міську раду, 1 селищну раду та 17 сільських рад, які об'єднують 48 населені пункти та підпорядковані Долинській районній раді. Адміністративний центр — місто Долинська.

## Список радДолинського району
| №  | Назва                                | Центр                   | Населені пункти | Площа км² | Місце за площею | Населення (2001), чол. | Місце за населенням |
| -- | ------------------------------------ | ----------------------- | --- | --------- | --------------- | ---------------------- | ------------------- |
| 1  | Березівська сільська рада            | с. Березівка            | с. Березівка с. Антонівка |           |                 |                        |                     |
| 2  | Богданівська сільська рада           | с. Богданівка           | с. Богданівка с. Братський Посад с. Вишневе с. Гординівка с. Згода с. Катеринівка с. Марфівка с. Новоданилівка с. Очеретяне с. Славне с. Фалькове |           |                 |                        |                     |
| 3  | Боківська сільська рада              | с. Бокове               | с. Бокове с. Ганнівка |           |                 |                        |                     |
| 4  | Братолюбівська сільська рада         | с. Братолюбівка         | с. Братолюбівка с. Дубровине |           |                 |                        |                     |
| 5  | Варварівська сільська рада           | с. Варварівка           | с. Варварівка с. Ситаєве |           |                 |                        |                     |
| 6  | Василівська сільська рада            | с. Василівка            | с. Василівка |           |                 |                        |                     |
| 7  | Гурівська сільська рада              | с. Гурівка              | с. Гурівка с. Благодатне |           |                 |                        |                     |
| 8  | Долинська міська рада                | м. Долинська            | м. Долинська с. Степове |           |                 |                        |                     |
| 9  | Іванівська сільська рада             | с. Іванівка             | с. Іванівка с. Веселі Боковеньки с. Зелений Гай с. Нагірне с. Никифорівка                                                                         |           |                 |                        |                     |
| 10 | Лаврівська сільська рада             | с. Лаврівка             | с. Лаврівка |           |                 |                        |                     |
| 11 | Маловодянська сільська рада          | с. Маловодяне           | с. Маловодяне с. Писанка с. Червоне Озеро |           |                 |                        |                     |
| 12 | Молодіжненська селищна рада          | смт Молодіжне           | смт Молодіжне |           |                 |                        |                     |
| 13 | Новогригорівська Друга сільська рада | с. Новогригорівка Друга | с. Новогригорівка Друга |           |                 |                        |                     |
| 14 | Новогригорівська Перша сільська рада | с. Новогригорівка Перша | с. Новогригорівка Перша с. Широка Балка |           |                 |                        |                     |
| 15 | Новоолександрівська сільська рада    | с. Новоолександрівка    | с. Новоолександрівка с. Федоро-Шулічине |           |                 |                        |                     |
| 16 | Олександрівська сільська рада        | с. Олександрівка        | с. Олександрівка с. Новомихайлівка с. Новошевченкове                                                                                              |           |                 |                        |                     |
| 17 | Першотравнева сільська рада          | с-ще Першотравневе      | с-ще Першотравневе с. Мирне |           |                 |                        |                     |
| 18 | Пишненська сільська рада             | с. Пишне                | с. Пишне с. Червоне |           |                 |                        |                     |
| 19 | Суходільська сільська рада           | с. Суходільське         | с. Суходільське с. Новосавицьке |           |                 |                        |                     |